# Susan Hogan
Susan Hogan é uma atriz canadense. Susan é casada com o ator Michael Hogan, que interpretou o Coronel Saul Tigh na série Battlestar Galactica. Seus filhos Gabriel Hogan, Charlie Hogan e Jennie Rebecca também são atores.
Em 1994, Susan Hogan integrou o elenco no telefilme Thicker Than Blood: The Larry McLinden Story.